# Sar Dūrāb
Sar Dūrāb (persiska: سردوراب) är en ort i Iran.   Den ligger i provinsen Khuzestan, i den centrala delen av landet, 500 km söder om huvudstaden Teheran. Sar Dūrāb ligger 1 890 meter över havet och antalet invånare är 359.
Terrängen runt Sar Dūrāb är bergig åt nordväst, men åt sydost är den kuperad. Terrängen runt Sar Dūrāb sluttar söderut. Runt Sar Dūrāb är det ganska glesbefolkat, med 47 invånare per kvadratkilometer. Närmaste större samhälle är Şeydūn, 13,7 km väster om Sar Dūrāb. Omgivningarna runt Sar Dūrāb är i huvudsak ett öppet busklandskap.